# Liszki (województwo łódzkie)
Liszki – wieś w Polsce położona w województwie łódzkim, w powiecie łęczyckim, w gminie Łęczyca. Miejscowość wchodzi w skład sołectwa Bronno.
W latach 1975–1998 miejscowość administracyjnie należała do województwa płockiego.